# Hirundo (zoologia)
Hirundo Linnaeus, 1758 è un genere di uccelli passeriformi della famiglia Hirundinidae.
Il genere comprende le tipiche rondini, inclusa la diffusa rondine comune. Molte rondini presentano il dorso blu, il viso e talvolta la groppa o la nuca rossi e parti inferiori biancastre. Con quindici specie questo genere è il più grande della sua famiglia.

## Tassonomia
Il genere comprende le seguenti specie:
- Hirundo rustica Linnaeus, 1758 - rondine comune
- Hirundo lucida Hartlaub, 1858 - rondine pettorosso
- Hirundo angolensis Barboza du Bocage, 1868 - rondine angolana
- Hirundo tahitica Gmelin, JF, 1789 - rondine del Pacifico
- Hirundo domicola Jerdon, 1841 - rondine di collina
- Hirundo neoxena Gould, 1842 - rondine benvenuta
- Hirundo albigularis Strickland, 1849 - rondine golabianca
- Hirundo aethiopica Blanford, 1869 - rondine etiopica
- Hirundo smithii Leach, 1818 - rondine codasottile
- Hirundo atrocaerulea Sundevall, 1850 - rondine blu
- Hirundo nigrita Gray, GR, 1845 - rondine blu golabianca
- Hirundo leucosoma Swainson, 1837 - rondine pennebianche
- Hirundo megaensis Benson, 1942 - rondine codabianca
- Hirundo nigrorufa Barboza du Bocage, 1877 - rondine nerorossiccia
- Hirundo dimidiata Sundevall, 1850 - rondine pettoperla

Sono note almeno due specie fossili:
- †Hirundo gracilis (tardo Miocene, Polgàrdi - Ungheria)[3]
- †Hirundo major (Pliocene, Csarnóta - Ungheria)[3]

## Distribuzione e habitat
Tutte le specie si trovano nel Vecchio Mondo, sebbene una, la rondine comune, sia cosmopolita, presente quindi anche nel continente americano.